# Pyrinia ianaria
Pyrinia ianaria là một loài bướm đêm trong họ Geometridae.